# Jamie Ward
Jamie John Ward (* 12. Mai 1986 in Solihull) ist ein nordirischer Fußballspieler, der aktuell beim englischen Fünftligisten Solihull Moors unter Vertrag steht. Zwischen 2011 und 2018 war er zudem für die nordirische Nationalmannschaft aktiv. 

## Karriere

### Torquay United und FC Chesterfield
Der aus der Jugendakademie von Aston Villa stammende Jamie Ward wechselte am 7. März 2006 auf Leihbasis zum englischen Viertligisten Stockport County und bestritt bis zum Saisonende neun Ligaspiele (ein Tor). Nachdem sein Vertrag bei Aston Villa nicht verlängert worden war, unterschrieb er am 6. Juli 2006 einen Dreijahresvertrag bei Torquay United. Nach neun Ligatreffern in der Football League Two erfolgte bereits am 31. Januar 2007 der nächste Vereinswechsel zum FC Chesterfield. Mit seiner neuen Mannschaft stieg Ward (9 Spiele/3 Tore) am Saisonende aus der Football League One 2006/07 ab. Ward erzielte in der anschließenden Spielzeit zwölf Ligatreffer und steigerte diese Anzahl 2008/09 mit vierzehn Treffern in der Hinrunde, ehe er am 19. Januar 2009 zum Zweitligisten Sheffield United wechselte.

### Sheffield United und Derby County
Mit United beendete er die Football League Championship 2008/09 als Dritter und zog anschließend ins Play-off-Finale ein. Bei der 0:1-Niederlage gegen den FC Burnley wurde der in der 58. Minute eingewechselte Ward in der 80. Minute mit einer Gelb-Roten-Karte des Feldes verwiesen. Nach sieben Toren und einem achten Rang in der Saison 2009/10, verlief 2010/11 sowohl für Ward als auch Sheffield United enttäuschend. Am 17. Februar 2011 wechselte er auf Leihbasis bis zum Saisonende zum Ligarivalen Derby County. Da Sheffield in die dritte Liga abgestiegen war und Ward in Derby zu überzeugen wusste, verpflichtete ihn der Verein am 9. Mai 2011 auf fester Vertragsbasis.
Die Football League Championship 2011/12 bestritt Ward als Stammspieler im Team von Trainer Nigel Clough. Kurz vor Saisonende wurde er mit einem neuen Zweijahresvertrag ausgestattet.

### Nottingham Forest
Nachdem sein Vertrag in Derby nach vier Jahren nicht verlängert worden war, wechselte Jamie Ward am 2. Juli 2015 ablösefrei zu Nottingham Forest.

### Nordirische Nationalmannschaft
In der U-21 kam Jamie Ward am 16. November 2007 erstmals in einer nationalen Auswahl zum Einsatz.
2009 stand er viermal im Aufgebot der nordirischen Nationalmannschaft, wurde aber nicht eingewechselt. Am 10. August 2011 bestritt er nach einer Einwechslung in der 83. Minute für David Healy sein erstes Länderspiel beim 4:0-Heimsieg über die Färöerin in der Europameisterschaftsqualifikation.
In der WM-Qualifikation 2012/13 kam er dann regelmäßig zum Einsatz und in der Qualifikation für die Fußball-Europameisterschaft 2016 in Frankreich bestritt er 6 der 10 Partien. Er wurde in das Aufgebot von Nordirland aufgenommen und in der ersten Begegnung gegen Polen kam er als Einwechselspieler in der Schlussviertelstunde beim Stand von 0:1 zu seinem ersten EM-Einsatz. In den übrigen drei Spielen bis zum Ausscheiden im Achtelfinale stand er jeweils in der Startaufstellung und wurde dreimal ausgewechselt.